# Голубина, Нина Семёновна
Нина Семёновна Голубина (фамилия по мужу — Заика; род. 3 февраля 1954, Шивия, Шелопугинский район, Забайкальский край, РСФСР, СССР) — советская и российская певица, композитор. Заслуженная артистка России (1993).
Инициатор и организатор Всероссийского фестиваля (конкурса) русского романса имени Народной артистки РСФСР Галины Каревой.

## Биография
Родилась 3 февраля 1954 года в селе Шивия Шелопугинского района Забайкальского края. 
В 1973 году окончила Иркутское театральное училище.
В 1980 году окончила театрально- режиссерский факультет Восточносибирский институт культуры.
После окончания института работала в ВИА «Багрузины» солисткой, затем - руководителем театральной студии.
Работала солисткой Иркутской областной филармонии.
В 1987 сыграла гл. роль в одном из первых в стране рок-мюзиклов «Продается кабинетный рояль» (К. Титар и Г. Георгиев).
В 1983–2014 годах работала в Пензенской областной филармонии: солистка, ведущий мастер сцены, рук. творческого коллектива. 
С 2005 года - автор и руководитель проекта «Поющие журналисты».

### Исполнительская деятельность
Репертуар певицы состоит из более чем 300 произведений, свыше 25 сольных программ.
Последние 20 лет позиционируется как исполнительница русского городского романса.
1987 г. - главная роль в одном из первых в стране рок-мюзикле “Продается кабинетный рояль” (К.Титар и Г. Георгиев) .
География исполнительской деятельности: Дальнее зарубежье (Швейцария, Австрия, Италия), Поволжье, Сибирь (с композитором А.П. Аверкиным), Забайкалье, Москва, Санкт Петербург, Северный флот, ЦТ 1канал и др.

### Сочинительская деятельность
Написала, как на стихи известных авторов, так и на свои свыше 50 песен и романсов и использует их в своей концертной деятельности.
Издала лазерные диски - «Признание» на музыку собственного сочинения и на стихи поэта В.П.Федорова и диск, посвященный победе в Великой Отечественной войне - «Гордо носите свои ордена», где записаны песни на собственные стихи и музыку и песни военных лет других авторов в своем исполнении.
Написала сценарии, поставила и сыграла два музыкальных моноспектакля:
1. 2009 г. - «Каждый ищет свое спасение» (по мотивам произведений В.М.Шукшина).
2.2013 г. - «Я Россию люблю» (по мотивам произведений Е.А.Евтушенко).
3. 2012 г. - Артист Пензенского областного драмтеатра Альберт Ибраев с песней Нины Голубиной «Пояса часовые» стал лауреатом международного фестиваля «Гуляй душа» на радио «Шансон».
Получили признание песни Н. Голубиной – «Я с тобой воевала в Чечне», «Розы на морозе», «Признание», «Скрипка» и др.
- 1983- 2014 гг. - Солистка- вокалистка Пензенской филармонии, ведущий мастер сцены, руководитель творческого коллектива. Президент Благотворительного фонда русского романса им. Галины Каревой.

- С 2002 года по инициативе и под руководством Нины Голубиной проводится Фестиваль русского романса им. Галины Каревой,

## Всероссийский фестиваль русского романса имени Галины Каревой
В 2002—2016 годах по инициативе Н.С. Голубиной на территории Пензенской области проводился Всероссийский фестиваль русского романса имени Народной артистки РСФСР Галины Каревой. За это время в нем приняли участие народные артисты СССР А. Корнеев, А. Эйзен; народные артисты России Л. Абрамова, Е. Поликанин, А. Лошак, П. Глубокий; заслуженные артисты России Л. Дацкевич, Ю. Федоров, С. Зверев, В. Кроль, Э. Соловьева, М. Шутова, Г. Сидоренко; многочисленные лауреаты Всероссийских и Международных конкурсов. Бессменным председателем жюри является Н.С. Голубина, президент Благотворительного фонда русского романса имени Галины Каревой. Как правило, все фестивали начинались с поездки участников на малую родину Г. Каревой в Никольский район. В селе Маис Никольского района традиционно проходил первый концерт фестиваля. Следующие концерты проходили в различных городах Пензенской области (Заречном, Кузнецке, Никольске), а гала-концерт фестиваля неизменно проходил в Пензе.
В 2016 фестиваль получил новый статус: он прошел на пензенской земле как 1-й Всероссийский конкурс исполнителей русского романса имени Галины Каревой.

## Семья
- муж - Юрий Исаакович Заика - врач-вертоброневролог, кандидат медицинских наук (умер в 2016 году);

- дочь Полина[5].

## Песни и романсы собственного сочинения
1 . Зеркала. Муз. и сл. Н.Голубиной
2 . Встреча, расставание. Муз. и сл. Н.Голубиной
3 . Заблудиться в любви. Муз. и сл. Н.Голубиной
4 . Сомнения отведу. Муз. и сл. Н.Голубиной
5 . Любовь. Муз. и сл. Н.Голубиной
6 . Чудесная песня. Муз. Н.Голубиной, сл. В.Федорова
7 . Набежала тенью Муз. Н.Голубиной, сл. В.Федорова
8 . И расцветет зимой. Муз. Н.Голубиной, сл. В.Федорова
9 . Не запрягу коней. Муз. Н.Голубиной, сл. В.Федорова
10 . Утренняя. Муз. Н.Голубиной, сл. В.Федорова
11 . Кот на крыше. Муз. Н.Голубиной, сл. В.Федорова
12 . Признание. Муз. Н.Голубиной, сл. В.Федорова
13 . Не надо слов. Муз. и сл. Н.Голубиной
14 . Немного о себе. Муз. Н.Голубиной, сл. Э.Рязанова
15 . Мне темнота твои напоминает очи. Муз. Н.Голубиной, сл. В.Федорова
16 . Только память. Муз. Н.Голубиной, сл. В.Федорова
17 . Не отнимай страданье. Муз. Н.Голубиной, сл. В.Федорова
18 . Никто не поможет. Муз. Н.Голубиной, сл. В.Федорова
19 . Лодочка. Муз. Н.Голубиной, сл. В.Федорова
20 . Танго. Муз. Н.Голубиной, сл. В.Федорова
21 . Скрипка. Муз. Н.Голубиной, сл. В.Федорова
22 . На разрыв. Муз. Н.Голубиной, сл. В.Федорова
23 . И расцветет зимой. Муз. Н.Голубиной, сл. В.Федорова
24 . Не грусти. Муз. Н.Голубиной, сл. В.Федорова
25 . Прочь, тяжелые думы. Муз. Н.Голубиной, сл. В.Федорова
26 . Розы на морозы. Муз. и сл. Н.Голубиной
27 . Не гони ты меня. Муз. Н.Голубиной, сл. Г.Воронкова
28 . Встретить тебя хочется. Муз. Н.Голубиной, сл. С.Радюк
29 . Годы, годы, суждено вам таять. Муз. Н.Голубиной, сл. С.Радюк
30 . О есть глаза. Муз. Н.Голубиной, сл. М.Щербаковой
31 . Гордо носите свои ордена. Муз. и сл. Н.Голубиной
32 . Мы не плачем от ран. Муз. Н.Голубиной, сл. В.Федорова
33 . Я с тобой воевала в Чечне. Муз. Н.Голубиной, сл. О.Пасечной
34 . Аленушка. Муз. Н.Голубиной, сл. Д.Злобиной
35 . Побросала судьба. Муз. Н.Голубиной, сл. В.Федорова
36 . Ах разучились губы целовать. Муз. Н.Голубиной, сл. В.Федорова
37 . Чуть слышный скрип калитки. Муз. Н.Голубиной, сл. В.Федорова
38 . Ты часто спрашиваешь обо мне. Муз. Н.Голубиной, сл. В.Федорова
39 . Огонь, огонь. Муз. Н.Голубиной, сл. В.Федорова
40 . Тоскует сердце. Муз. Н.Голубиной, сл. В.Федорова
41 . Белая метелица. Муз. Н.Голубиной, сл. Г.Воронкова
42 . Тоска журавлиная. Муз. Н.Голубиной, сл. Г.Воронкова
43 . Плакать не надо. Муз. Н.Голубиной, сл. В.Федорова
44 . Человек. Муз. Н.Голубиной, сл. Г.Горланова
45 . Ну зачем тебе знать. Муз. Н. Голубиной, сл. В. Фейгиной
46 . Пояса часовые. Муз. Н. Голубиной, сл. В.Димова
47 . Сумасшедшая такая. Муз. Н. Голубиной, сл. Ю.Чубенко
48 . Я любить тебя буду всегда. Муз. Н.Голубиной, сл. Н.Зименковой
49 . Годы, годы. Муз. Н.Голубиной, сл. С.Радюк
50 . Встретить тебя хочется. Муз. Н.Голубиной, сл. С.Радюк
51 . Ах, генералы. Муз. Н.Голубиной, сл. В.Федорова
52 . Полюбить так хочется. Муз. и сл. Н.Голубиной
53 . Белладонна. Муз. Н.Голубиной, сл. К.Бальмонта.

### Участие в интернет-премии - "Золотой Хит"
| Год  | Песня                                   |
| ---- | --------------------------------------- |
| 2017 | «Старое кафе»                           |
| 2018 | «Розы на морозе»                        |
| 2019 | «На разрыв» «Никто не поможет»          |
| 2020 | «Лодочка» «Калитка»                     |
| 2021 | «Не уезжай ты мой голубчик» «Признание» |
| 2022 | «Прочь тяжёлые думы»                    |
| 2024 | «Гордо носите свои ордена»              |
| 2024 | «Ты часто спрашиваешь обо мне»          |
| 2024 | «Годы, годы, суждено вам таять»         |

### Наиболее известные песни по годам
| Год  | Песня                                                                                |
| ---- | ------------------------------------------------------------------------------------ |
| 1995 | «Зеркала»                                                                            |
| 1998 | «И расцветёт зимой» «Лодочка»                                                        |
| 2000 | «Кот на крыше» «Признание» «Не надо слов»                                            |
| 2002 | «Немного о себе» «Калитка» «Розы на морозе»                                          |
| 2005 | «Я с тобой воевала в Чечне» «Мы не плачем от ран» «Танго» «Гордо носите свои ордена» |
| 2009 | «Старое кафе»                                                                        |
| 2010 | «Я любить тебя буду всегда»                                                          |
| 2012 | «Белая метелица»                                                                     |
| 2015 | «На разрыв» «Не гони ты меня» «Ах разучились губы целовать»                          |
| 2017 | «Алёнушка»                                                                           |
| 2019 | «Скрипка» «Не грусти»                                                                |
| 2020 | «Полюбить так хочется» «Не уезжай ты мой голубчик»                                   |
| 2021 | «Прочь тяжёлые думы»                                                                 |
| 2024 | «Годы, годы, суждено вам таять»                                                      |
| 2024 | «Ты часто спрашиваешь обо мне»                                                       |
| 2024 | «Гордо носите свои ордена»                                                           |
| 2024 | «О есть глаза»                                                                       |
| 2024 | «Сумасшедшая такая»                                                                  |

## Награды
- Заслуженный артист РСФСР (1993)[6];
- медаль ассоциации ветеранов боевых действий МВД России «За мужество и гуманизм» (2008);
- почетная грамота Губернатора Пензенской области.

## Интересные факты
- В 2013 году вместе с коллегами Пензенской областной филармонии подготовила моно-спектакль «Я Россию люблю», который посвящен 80-летию со дня рождения Евгения Евтушенко[7].

- В 2014 году выступила с критикой по поводу ликвидации пензенской областной филармонии и создания ГАУК «Пензаконцерт». По мнению артистки, «подобная ликвидация учреждений культуры — опасный прецедент»[8].